# Хилл (округ, Техас)
Округ Хилл (англ. Hill County) расположен в США, штате Техас. На 2000 год численность населения составляла 32 321 человек. По оценке бюро переписи населения США в 2009 году население округа составляло 35 840 человек. Окружным центром является город Хилсборо.

## История
Округ Хилл был сформирован в 1853 году.

## География
Согласно данным Бюро переписи населения США, площадь округа Хилл составляет 2492 км².

### Основные шоссе
- Федеральная автострада 35
  -  Федеральная автострада 35E
  -  Федеральная автострада 35W
- Шоссе 77
- Автострада 22
- Автострада 81
- Автострада 171
- Автострада 174
- Автострада 31

### Соседние округа
- Джонсон  (север)
- Эллис  (северо-восток)
- Наварро  (восток)
- Лаймстон  (юго-восток)
- Мак-Леннан  (юг)
- Боске  (запад)

## Демография
По данным переписи населения 2000 года в округе проживало 32 321 жителей. Среди них 25,0 % составляли дети до 18 лет, 16,9 % люди возрастом более 65 лет. 50,3 % населения составляли женщины.
Национальный состав был следующим: 90,8 % белых, 6,8 % афроамериканцев, 0,6 % представителей коренных народов, 0,3 % азиатов, 19,2 % латиноамериканцев. 1,4 % населения являлись представителями двух или более рас.
Средний доход на душу населения в округе составлял $15514. 16,3 % населения имело доход ниже прожиточного минимума. Средний доход на домохозяйство составлял $38020.
Также 71,8 % взрослого населения имело законченное среднее образование, а 12,5 % имело высшее образование.